# Telemaco Signorini
Telemaco Signorini, född 18 augusti 1835 i Florens, Italien, död 10 februari 1901 i Florens, var en italiensk målare.

Interno di San Miniato, 1861
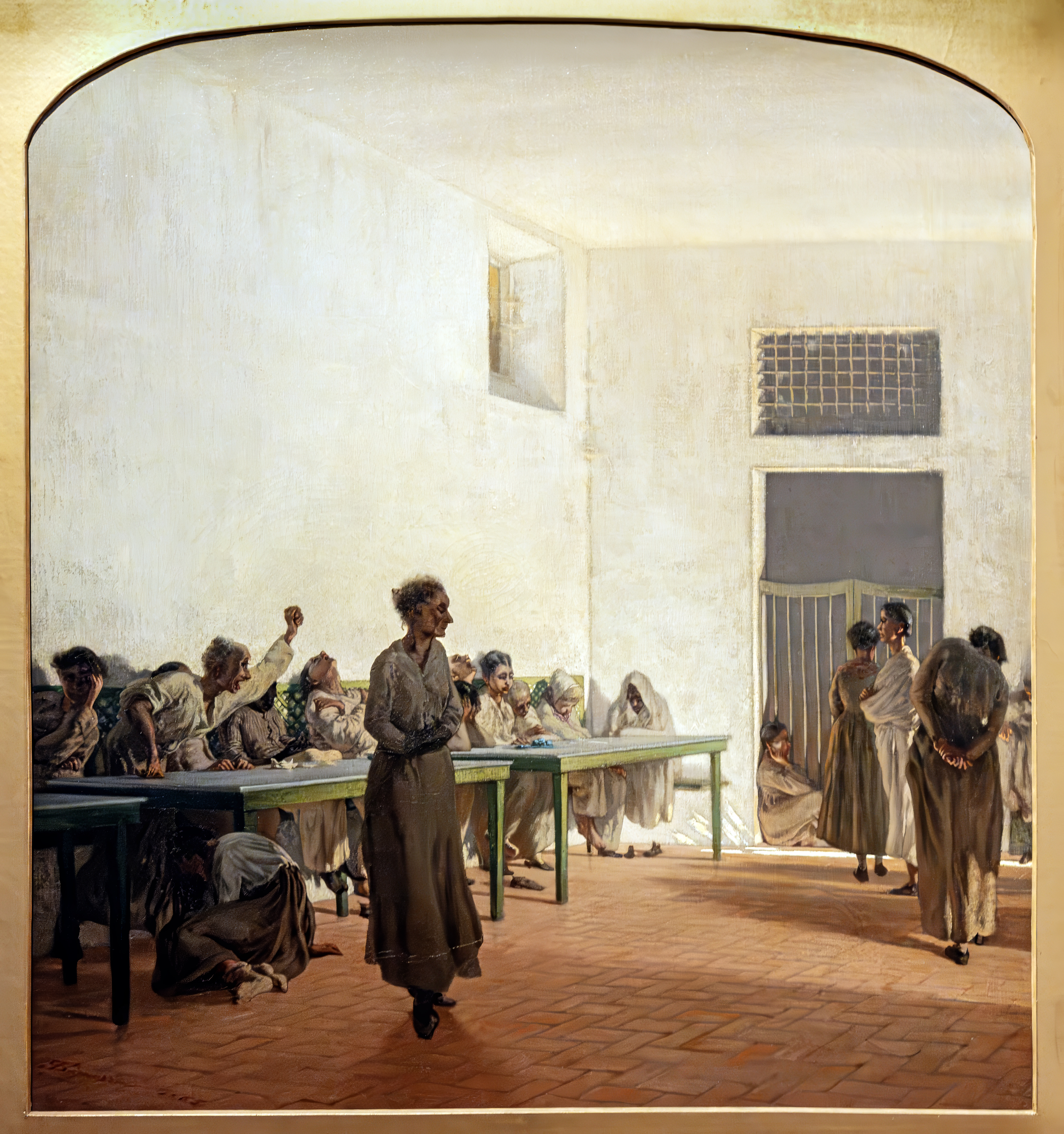
La sala delle agitate al San Bonifazio in Firenze, 1865
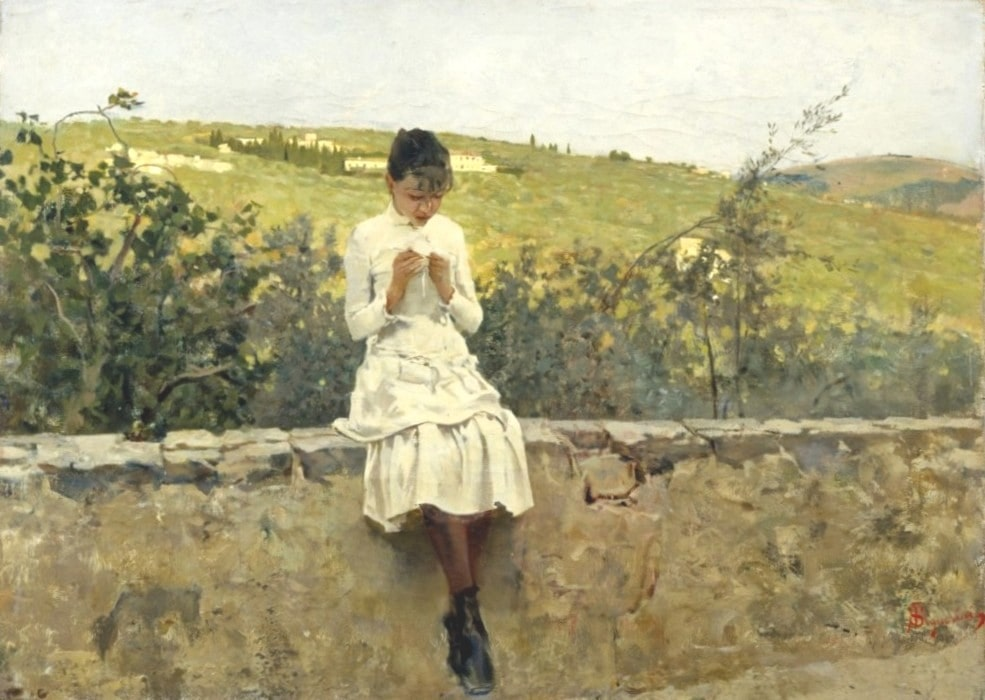
Sulle colline a Settignano
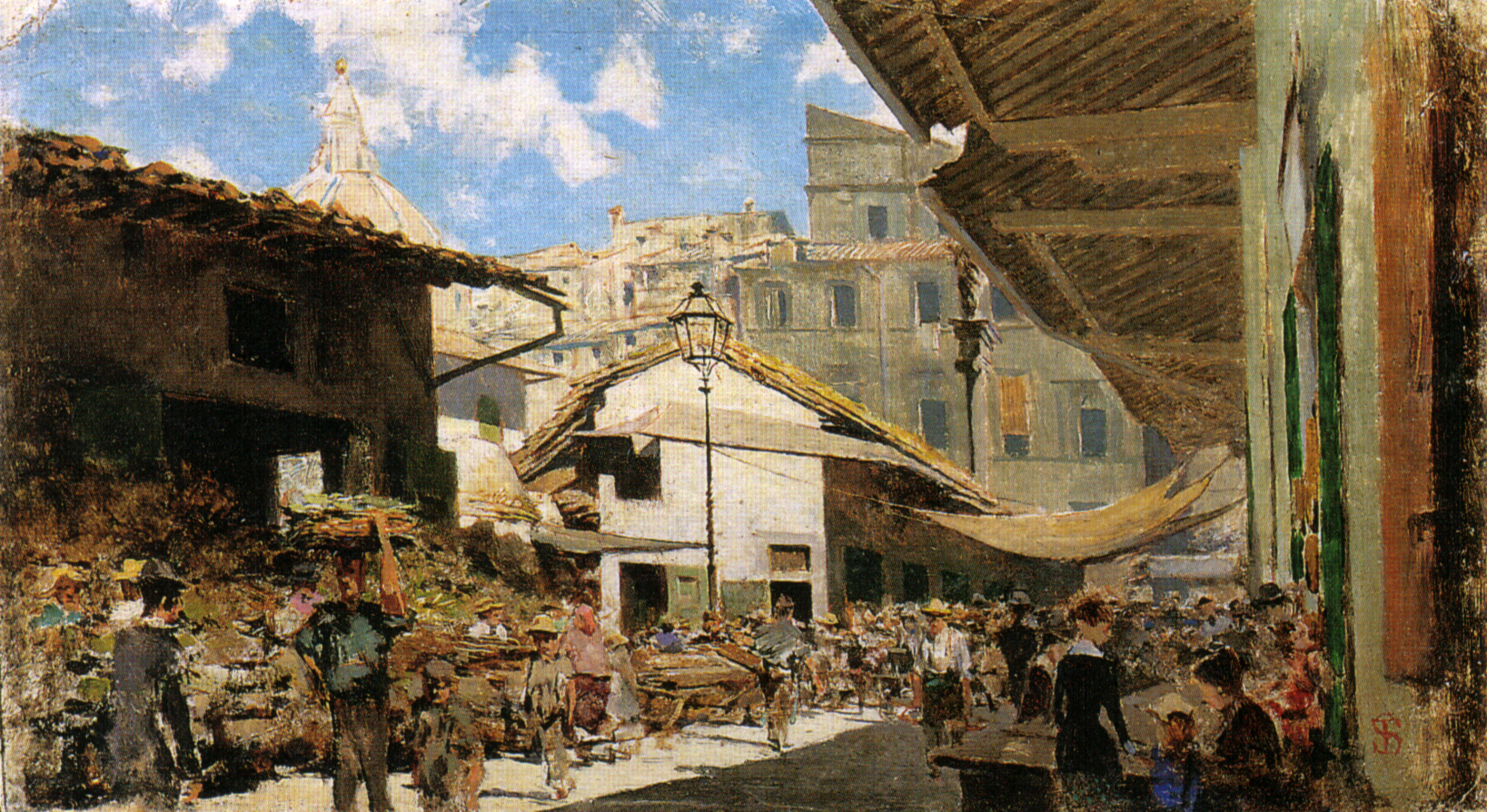
Mercato Vecchio a Firenze (bozzetto) 1881-83
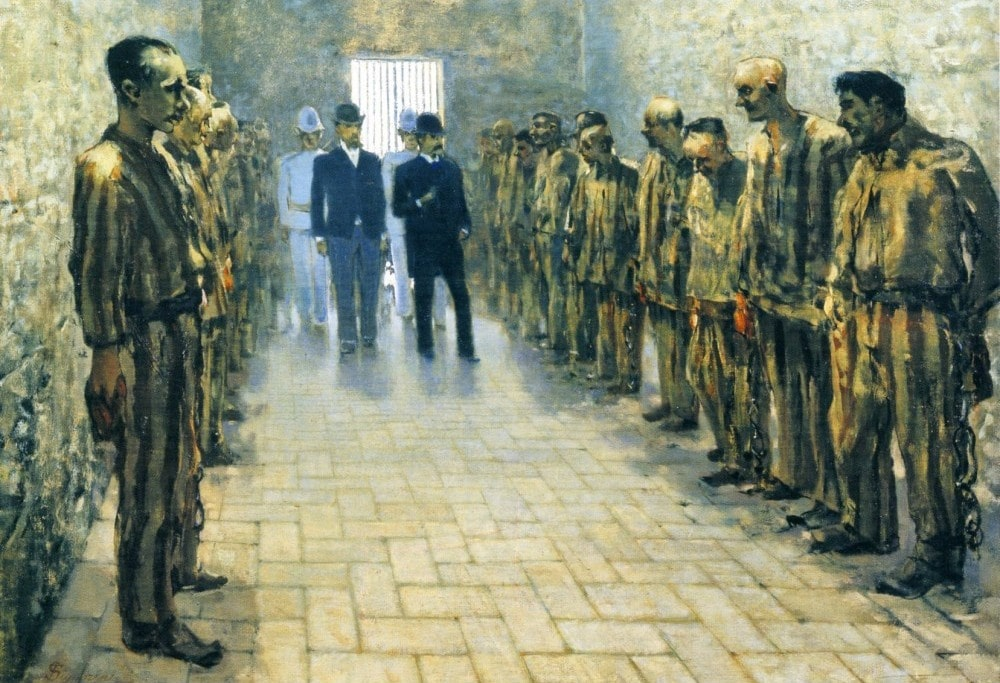
Bagno penale a Portoferraio, 1890 ca.

- Wikimedia Commons har media som rör Telemaco Signorini.